# Česká Třebová
Česká Třebová (německy Böhmisch Trübau) je město na východě Čech v okrese Ústí nad Orlicí, podle počtu obyvatel čtvrté a podle rozlohy (zastavěné plochy) druhé největší město Pardubického kraje. Česká Třebová má rozlohu 41 km² a žije zde přibližně 15 tisíc obyvatel. Nachází se v přibližně severo-jižně orientované kotlině řeky Třebovky, která je ze západní a východní strany ohraničena zalesněnými hřebeny s nejvyššími kopci v okolí: Kozlovský kopec (601 m n. m.) a Palice (613 m n. m.). Město a okolí se někdy nazývá Českotřebovsko, okolní krajina bývá označována jako Českotřebovské mezihoří. Do České Třebové byla v roce 1845 přivedena železnice a brzy na to se město stalo významným železničním uzlem. V roce 1995 byl střed města vyhlášen městskou památkovou zónou. Sousedními obcemi sídla jsou Rybník, Rudoltice, Dolní Dobrouč, Dlouhá Třebová, Semanín, Přívrat, Ostrov, Ústí nad Orlicí, Litomyšl, Strakov a Němčice.

## Členění města

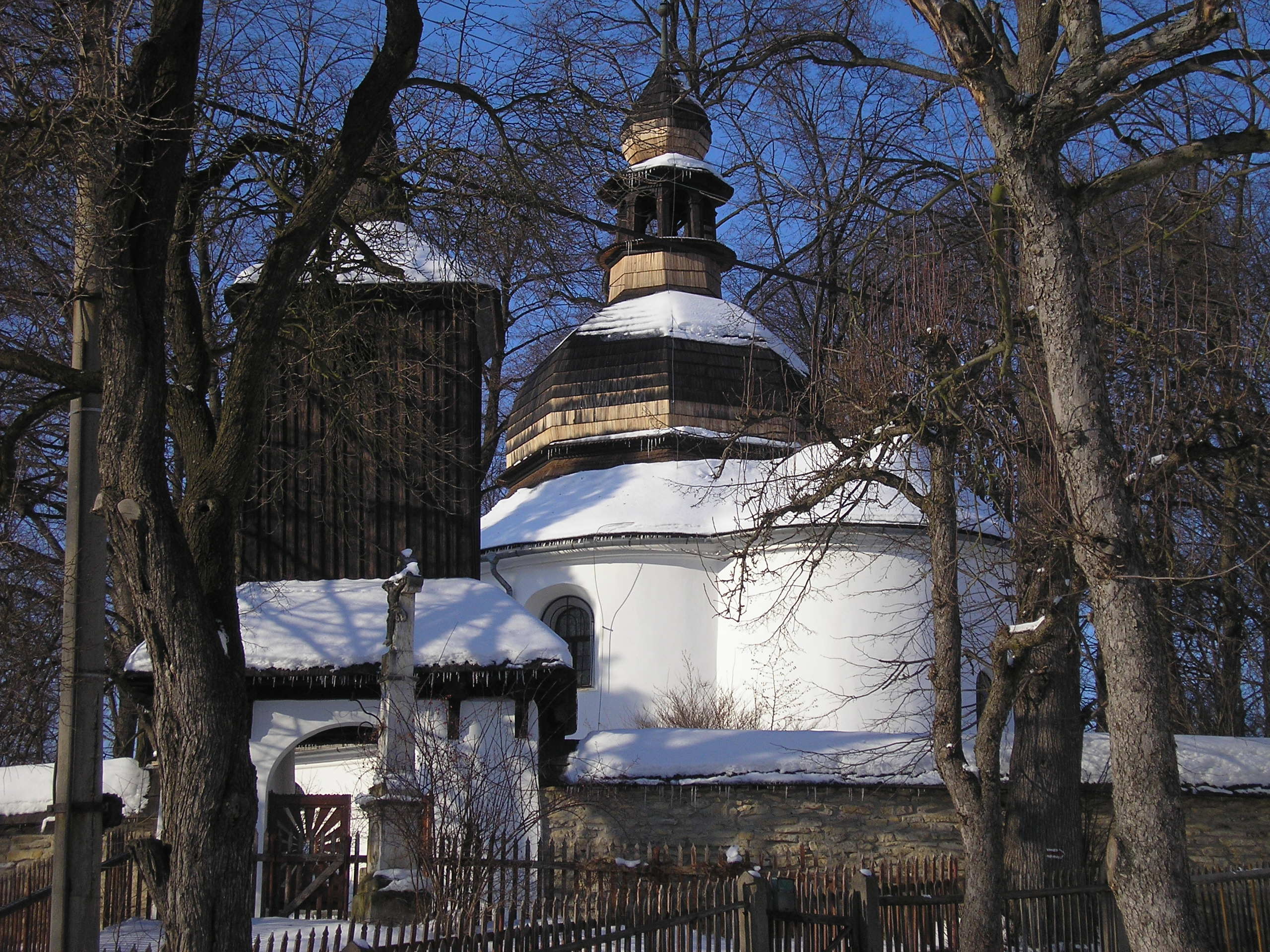
Rotunda sv. Kateřiny

Město se člení na 6 katastrálních území (zároveň místní části):
- Česká Třebová
- Kozlov (od 1. ledna 1990)
- Lhotka (od 1. ledna 1976)
- Parník (od 21. února 1949)
- Skuhrov (od 1. července 1985)
- Svinná (od 30. dubna 1976)

Bývalé části
Dnes samostatné obce, které v minulosti byly součástí České Třebové:
- Rybník (1. leden 1975 – 31. prosinec 1990)
- Přívrat (1. leden 1989 – 31. prosinec 1991)
- Semanín (30. duben 1976 – 31. prosinec 1997)[4].

## Historie
Území dnešního města bylo původně pravěkým mořem. Dodnes lze ve městě a okolí nalézt řadu různých fosílií. První písemná zmínka o České Třebové je z roku 1278. Předchůdcem města byla osada na pravém břehu řeky Třebovky s románskou rotundou sv. Kateřiny postavenou v 1. polovině 13. století (první zmínka o ní je však až z roku 1335). Jako město je osada poprvé jmenována roku 1292. V těch dobách patřilo k lanšperskému panství. V darovací listině Václava II. bylo město dáno roku 1304 Zbraslavskému klášteru. V těchto dobách se v České Třebové rozvíjí cechy tkalcovský, hrnčířský a další. V předhusitských dobách patřilo město biskupům litomyšlským, ale v husitských dobách se město přiklonilo k Husovu učení.
Po husitské době město patřilo několika majitelům: Kostkové z Postupic, Vilém z Pernštejna, Petr Bohdanecký z Hodkova. Poslední jmenovaný nechal vystavět na náměstí renesanční radnici, na které je jeho erb. Za vlády Jiřího z Poděbrad pobili českotřebovští občané v roce 1469 zbloudilý oddíl vojska Matyáše Korvína nedaleko města. V Třebové měla sbor jednota bratrská.
V době pobělohorské se stal pánem města rod Lichtenštejnů. V této době byla městu odňata většina práv a město postupně chudlo. Dalšími ranami byly třicetiletá válka, hladomory a požáry. Při požáru v roce 1636 bylo celé město téměř zničeno. Přes všechny překážky ve městě kvetlo lidové umění. Dochovaly se např. malby na skle, řezbářské výtvory a hlavně vyřezávané, malované betlémy. V roce 1848 město získává samostatnost a prvním starostou se stává František Rybička. Z města například pocházeli významní národní buditelé Jan Hýbl a František Matouš Klácel.

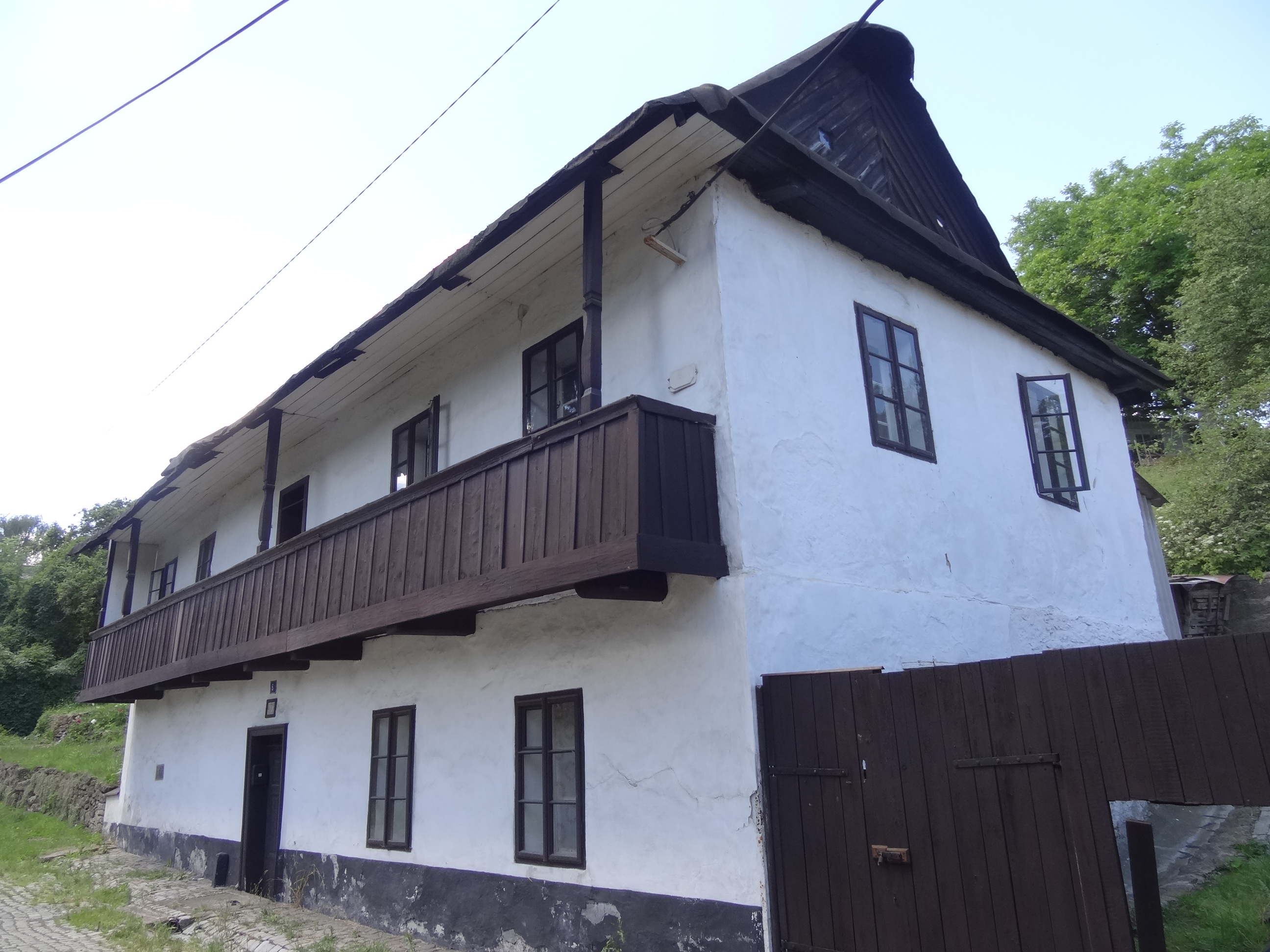
Dům Kobylí důl 472, jeden z nejstarších domů a doklad původní zástavby města.

Nejbouřlivější rozvoj prodělalo město po roce 1845, když zde Jan Perner vybudoval železnici Olomouc – Česká Třebová – Praha a v roce 1849 trať Brno – Česká Třebová. Od této doby město začíná rapidně růst.

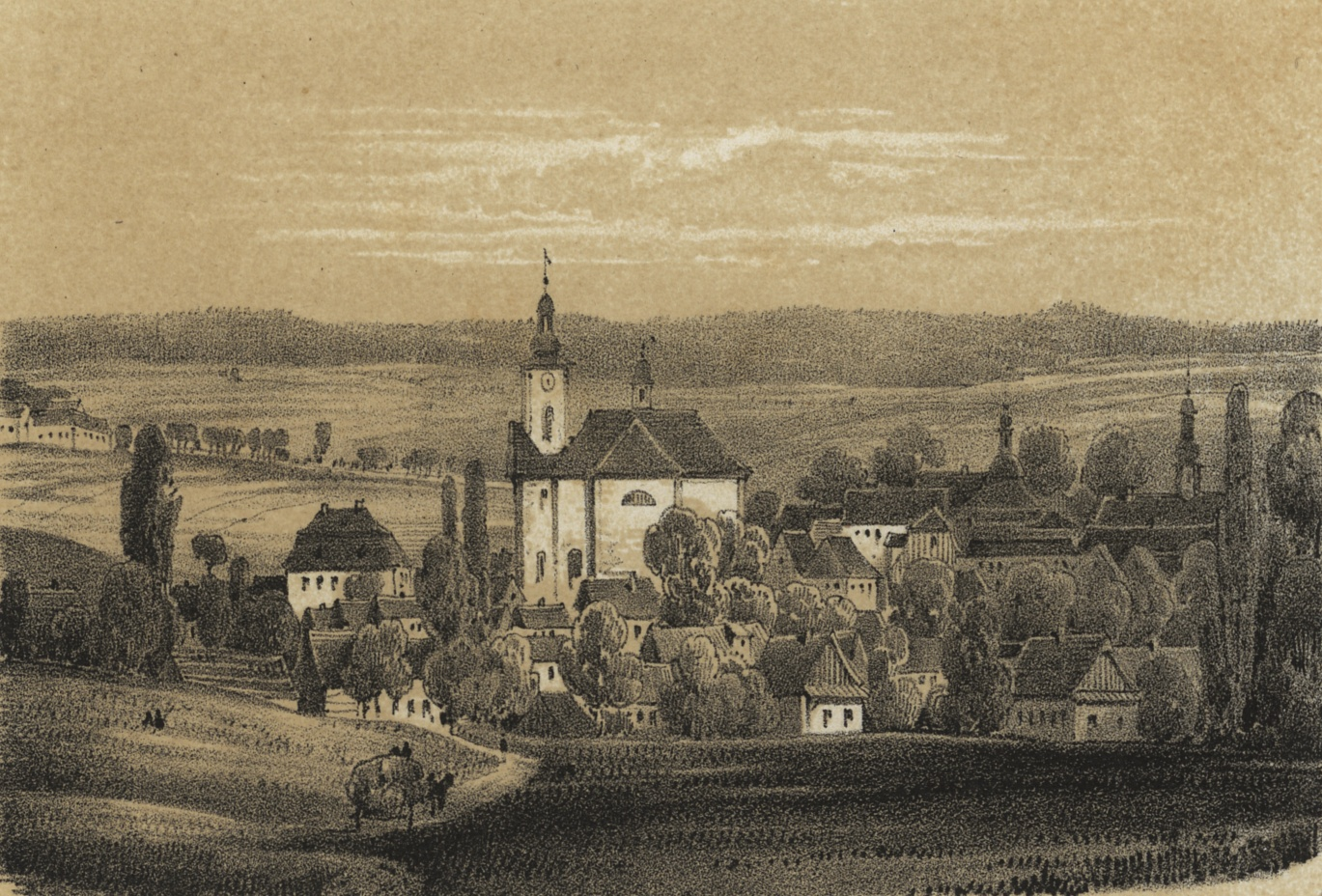
Pohled na Českou Třebovou v roce 1845.

Za 2. světové války byla Česká Třebová hraničním městem: ležela na hranicích Protektorátu. Dříve německá vesnice Rybník, která leží hned vedle města, byla už v Sudetech. Za války bylo málem místní nádraží a část města vyhozena do povětří: na nádraží zastavil německý vlak plný nepoužitého střeliva a výbušnin z východní fronty. Na druhé koleji stál vlak s německým lazaretem. Velitel vlaku se střelivem chtěl svůj vlak vyhodit do povětří, aby nepadl do rukou Rusů. Velitel lazaretního vlaku ho však zastřelil, aby zachránil zraněné vojáky ve svém vlaku.
Po roce 1945 se rozhořel dávný boj České Třebové, Ústí nad Orlicí a Lanškrouna o nové okresní město. Díky protekci u předsedy vlády Zdeňka Fierlingera se okresním městem stalo Ústí nad Orlicí (k veliké nelibosti obyvatel Třebové a Lanškrouna). Podle nového územního uspořádání z roku 1948 byla na okresní město navržena Třebová a i ve vládě (na popud občanů) se začalo jednat o přesunutí okresního úřadu z Ústí do Třebové. O výhodnosti tohoto přesunu nasvědčoval i fakt, že Třebová byla větším městem s evropsky významným železničním uzlem a nacházela se ve středu okresu (což bylo výhodné zejména pro Lanškroun). Konexe ústeckých občanů na novou komunistickou vládu však tento plán na poslední chvíli, na úkor Třebováků, zmařily (pro prostory okresního úřadu již byla v Třebové vyklizena Základní škola v Nádražní ulici), což vedlo českotřebovské občany k protestním shromážděním a sepsání rezoluce tehdejší československé vládě. Dodnes tato nepříjemná událost vyvolává mezi občany Třebové a Ústí zášť.
U příležitosti výročí 700 let od první zmínky udělil městu Česká Třebová prezident Gustáv Husák na návrt Východočeského Krajského národního výboru státní Vyznamenání Za zásluhy o výstavbu (15. června 1978). Rada MěstNV udílela ročně titul Budovatel města.
Po válce byla nedaleko města postavena kasárna železničního vojska ČSLA. Po srpnu 1968 byl areál kasáren zabrán sovětskou armádou, která ho opustila v květnu 1990. Od té doby jsou objekty bývalých kasáren využívány různými firmami a institucemi. Z přilehlých paneláků (jež obývali sovětští vojáci) se stalo čtvrté českotřebovské sídliště Borek.
Po roce 1989 se Česká Třebová začala pilně rozvíjet kulturně, hospodářsky, společensky a technicky a navázala řadu mezinárodních styků.

### Pověst o znaku a další pověsti
- Ve znaku města je černý kohout s lidskou hlavou a trojbokým, špičatým a žlutým kloboukem. Kohout leží na červeném podkladu. O zrodu znaku vypráví pověst: „Městský písař ztratil městské pečetidlo a za to měl být popraven. Jeho žena si při vysypávání odpadků na smetišti všimla, jak kohout v hromadě odpadků vyhrabal ztracené pečetidlo. Žena ho vzala a přinesla rychtáři a konšelům, čímž byl písař díky kohoutu zachráněn.“ A od té doby je ve znaku kohout s hlavou písaře, který o ni málem přišel.

Z hlediska heraldiky patří uvedený znak do kategorie tzv. záhadných znaků, tj. znaků, u nichž není jasný jejich původ, ani význam.
- Říká se, že ve městě občané korunovali rakouského krále Karla I. na českého krále a to ve stodole hrncem, když městem projížděl se svojí manželkou Zitou.
- Vypráví se, že v chodbě pod rotundou svaté Kateřiny je ukrytý zvon, vyrobený z ryzího zlata. Mnozí hledači pokladů se jej v minulosti snažili nalézt, ale dosud žádný z nich neuspěl.
- Z České Třebové a okolí pochází přes 35 pověstí. Např. O Javorce, U tří čertů, Vodník v Benátkách, Ohnivý kočár na pivní cestě, Lakomý sedlák, Lesní panny, O Zuzaně, O lesním muži,…
- Kaple sv. Kateřiny – pověst o vzniku nejstarší stavby ve městě, podle které místo pro stavbu kaple vybrala sv. Kateřina a zabránila tak jejímu postavení na jiném místě.
- Soudek dukátů – příběh českotřebovských hrnčířů obchodujících dokonce ve Vídni. Vyprávění o nepoctivém hrnčíři, který si přivlastnil soudek dukátů jednoho z Vídeňanů, jenž peníze ukryl mezi soudky s klejtem.
- Poklad – soubor příběhů popisující nálezy pokladů ve městě Česká Třebová a okolí.
- O Javorce – dvě pověsti popisující ztrátu vody ve studni v Javorce a její opětovné nalezení.
- Jelenice – příběhy o setkání obyvatel s přízraky popravených lidí na Šibeničním vrchu, pokladu v podzemí a původu pojmenování podle výskytu jelenů nebo pradávného pohřebiště v místech Jelenice.
- O Uhrových dolech – příběh popisují povraždění uherského oddílu v době vlády Jiřího z Poděbrad. Další příběh popisuje vojsko ukryté v podzemní chodbě.
- Založení kaple Panny Marie na Horách – v přepadeném uherském vojsku zemřel podle pověsti syn ze vznešené uherské rodiny. Matka navštívila místa, kde zemřel její syn a na památku jeho smrti umístila na strom obrázek Panny Marie. Další pověst objasňuje vznik kaple mladíkem, který si bral peníze, které vděční občané házeli do pramene s léčivou vodou jako poděkování za uzdravení. Po oslepnutí mladíka a jeho následném uzdravení, postavil sám z vděčnosti za ušetřené peníze kapli nad pramenem.
- Jezero na Kozlovském kopci – pověst popisující a vysvětlující ztrátu vody z pramene v Kozlově a pokus o vykopání pramene nepoctivým havířem.
- Černá stezka – vyprávění stařečka děvčeti o starých zakázaných stezkách, které používali nepoctivý obchodníci a pašeráci.
- Huráně – popis o setkání s „příšernostmi“ v Dolích.
- Svatý Prokop v Jilovici – příběh o vojáku, který si u sochy sv. Prokopa schoval našetřené peníze před odchodem do armády a šťastném nalezení po návratu z vojny.
- Mariánské husy – příběh o pravidelném návratu divokých hus na splav v České Třebové.
- Čarodějníci – příběhy o čarodějnicích a čarodějích v České Třebové a jejich činech.
- Volák – příběh popisují krádež truhly nákupčího dobytka pro armádu, jeho prokletí a odsouzení zloděje manželkou voláka.[6]

## Obyvatelstvo
Podle sčítání 1921 zde žilo v 1 031 domech 8 380 obyvatel, z nichž bylo 4 284 žen. 8 044 obyvatel se hlásilo k československé národnosti, 264 k německé a 3 k židovské. Žilo zde 6 093 římských katolíků, 224 evangelíků, 165 příslušníků Církve československé husitské a 27 židů. Podle sčítání 1930 zde žilo v 1 425 domech 9 629 obyvatel. 9 160 obyvatel se hlásilo k československé národnosti a 427 k německé. Žilo zde 5 331 římských katolíků, 418 evangelíků, 620 příslušníků Církve československé husitské a 32 židů. Statistika evidence obyvatel v České Třebové (k 1. ledna 2023): 14 946 obyvatel s trvalým pobytem (7 277 mužů, 7 669 žen). Průměrný věk 44,39 let. Nejstarším občanem města k 1. ledna 2023 byla žena narozená roku 1923. V roce 2022 zemřelo 200 občanů a narodilo se 125 dětí (56 chlapců, 69 dívek). Nejoblíbenější jména narozených chlapců v roce 2022 byla: David, Matěj, Vojtěch a dívek Amálie, Eliška, Jasmína a Rozálie.
| Rok            | 1869  | 1880  | 1890  | 1900  | 1910   | 1921   | 1930   | 1950   | 1961   | 1970   | 1980   | 1991   | 2001   | 2011   | 2021   | 2022   |
| -------------- | ----- | ----- | ----- | ----- | ------ | ------ | ------ | ------ | ------ | ------ | ------ | ------ | ------ | ------ | ------ | ------ |
| Počet obyvatel | 8 288 | 7 607 | 8 205 | 9 725 | 13 028 | 13 356 | 14 587 | 13 676 | 14 470 | 15 488 | 16 107 | 17 091 | 17 036 | 15 653 | 15 267 | 15 062 |
| Počet domů     | 999   | 1 029 | 1 042 | 1 144 | 1 462  | 1 670  | 2 249  | 2 561  | 2 463  | 2 513  | 2 597  | 2 797  | 2 787  | 2 940  |        |        |

| Rok            | 1869  | 1880  | 1890  | 1900  | 1910  | 1921  | 1930  | 1950  | 1961   | 1970   | 1980   | 1991   | 2001   |
| -------------- | ----- | ----- | ----- | ----- | ----- | ----- | ----- | ----- | ------ | ------ | ------ | ------ | ------ |
| Počet obyvatel | 5 141 | 4 572 | 4 982 | 6 050 | 8 707 | 8 380 | 9 629 | 9 571 | 13 050 | 11 665 | 12 231 | 11 544 | 11 649 |
| Počet domů     | 581   | 604   | 611   | 676   | 918   | 1 031 | 1 425 | 1 653 | 2 107  | 1 659  | 1 747  | 1 809  | 1 782  |

Věková struktura obyvatel obce Česká Třebová roku 2011
Rodinný stav obyvatel obce Česká Třebová roku 2011
Vzdělání obyvatel obce Česká Třebová roku 2011

## Hospodářství
Do roku 1970 byl v České Třebové pivovar. Poté, co byla výroba piva ukončena, fungovala v jeho prostorách několik let sodovkárna. V polovině 80. let byl starý závod zbourán a na jeho místě vyrostla nová hala pro sousední n. p. Sigma (dříve Armaturka, dnes LDM). V těchto prostorách nyní vyrábí rakouská firma Pewag sněhové řetězy.
V tehdy samostatné místní části Parník byl v roce 1849 založen velký textilní závod. V historii vystřídal několik jmen: Hermann Pollack, HPS, DETAG, Perla n.p., Primona a.s. Závod se orientoval na zpracování bavlny a v roce 1960 mu byl vládou a prezidentem udělen Řád práce. V dobách své největší slávy zaměstnával přes 2500 zaměstnanců a dodával látky např. i anglické královské rodině. Závod však v devadesátých letech zkrachoval, některé provozy využívají jiné firmy, jiné jsou prázdné či byly zbourány – např. na místě tkalcovny vyrostl v roce 2003 supermarket Lidl, na místě teplárny z roku 1963 byl v roce 2005 postaven hypermarket (Tesco) a na místě bývalé výrobní haly hypermarket Kaufland (2011). V devadesátých letech byl za podpory Evropské rozvojové banky významně rozšířen podnik KORADO (dříve Koventa), přední český výrobce radiátorů. Ve městě dosud také působí strojírny a opravny lokomotiv CZ LOKO (dříve ŽOS a ČMKS, kterým v roce 1974 propůjčil prezident republiky státní Vyznamenání Za zásluhy o výstavbu) a výrobce kompresorů Orlík.

## Doprava

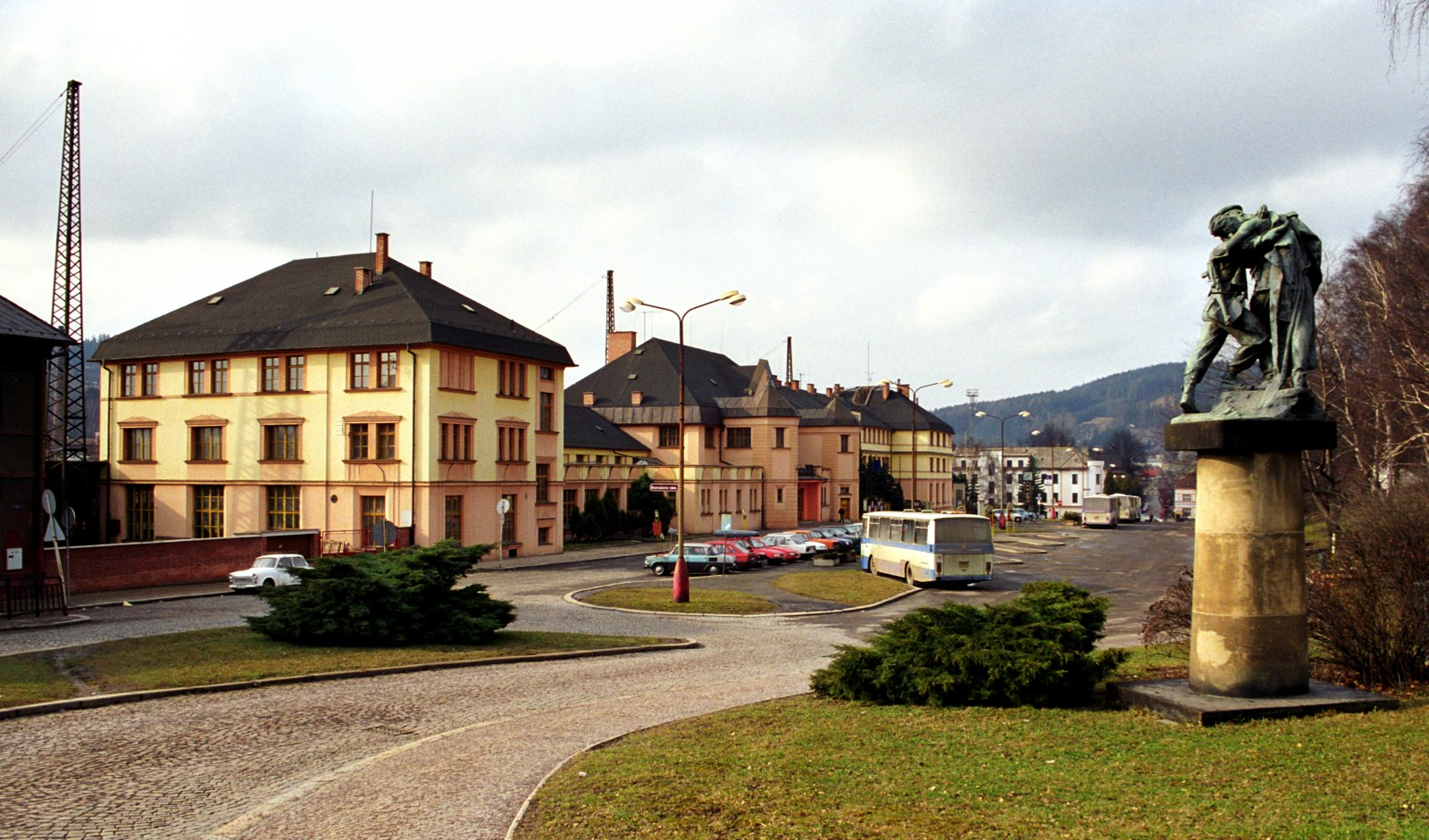
Pohled na nádraží (stav před postavením Terminálu Jana Pernera). Vpravo památník „Sbratření“

Nejdůležitější dopravou pro Českou Třebovou je železnice, jíž vděčí město za svůj bouřlivý rozvoj po roce 1845, kdy zde byla zřízena stanice Olomoucko-pražské dráhy; o čtyři roky později byla zřízena spojka údolím Svitavy do Brna a Česká Třebová se tak stala jedním z prvních železničních uzlů na českém území (vedle Břeclavi a Přerova, dříve než Praha). Jsou sem zaústěny tři dvoukolejné elektrifikované tratě, součásti tranzitních železničních koridorů:
- Trať Praha – Česká Třebová
- Trať Brno – Česká Třebová
- Trať Česká Třebová – Přerov

V České Třebové zastavuje většina vlaků osobní dopravy včetně některých mezinárodních expresů. Vyjíždějí odtud i vlaky pokračující z Třebovice v Čechách po regionální trati do Moravské Třebové a z Rudoltic v Čechách po regionální trati do Lanškrouna.
Nynější osobní nádraží bylo dokončeno v roce 1924; mezi lety 1995 a 2005 byla jeho budova v několika krocích kompletně zrekonstruována. Některé další opravy (např. nástupiště) však pokračují dodnes a v roce 2010 byla dokončena velká přestavba přednádražního prostoru – zastřešení zde umístěného autobusového nádraží a výstavba velkých podzemních garáží, tzv. Terminál Jana Pernera. Ve vstupní hale nádraží jsou na zdi namalovány fresky od Stanislava Víši z roku 1974, které znázorňují nejdůležitější hospodářská odvětví České Třebové v minulosti i v současnosti. Kromě osobního nádraží zde dosud funguje jedno z největších seřaďovacích nádraží ve střední Evropě (avšak již od rozdělení ČSFR v roce 1993 se jedná o jeho útlumu či zrušení), lokomotivní depo Českých drah, železniční opravny a strojírny (dnes CZ LOKO) a firma Elektrizace železnic.
Významná je ve městě také autobusová doprava. Na severovýchodním okraji města zřídil Aeroklub Česká Třebová malé letiště.

## Zdravotnictví
Ve městě se nachází Městská poliklinika, která byla v letech 2004 až 2005 nákladně rekonstruována a nově otevřena. Nedaleko od ní je „Dům lékařů“ TEZA, kde je např. ortopedie, stomatologie nebo gynekologie. Ve Třebové jsou také soukromé ordinace (asi přes deset). S vážnějšími případy musí lidé do nemocnice v Ústí nad Orlicí, popřípadě do nemocnice v Litomyšli.

## Školství

### Mateřské školy
- MŠ Habrmanova
- MŠ U Koupaliště
- MŠ Vinohrady
- MŠ U Stadionu

### Základní školy
- ZŠ Habrmanova – „stará budova“ (nachází se v ní I. stupeň) byla postavená v roce 1932; po 2. sv. válce „vyrostla“ vedle téměř stejná „nová budova“ (nachází se v ní II. stupeň). Obě budovy jsou spojeny pergolou, na kterou přiléhá velká tělocvična. Na přelomu osmdesátých a devadesátých let přibyla k areálu školy jídelna (je jedna z nejmodernějších v ČR). Ředitel Mgr. Tomáš Starý
- ZŠ Nádražní – nejstarší ve městě, postavená ještě v 19. století blízko centra města; v roce 2005 k ní byla přistavěna moderní jídelna a tělocvična; škola používá také budovu v Komenského ulici, kde je umístěn I. stupeň. Ředitel Radim Kolář
- ZŠ Ústecká – nachází se v místní části Parník, má 2 budovy: starou (kde je umístěn I. stupeň) a novou (kde je II. stupeň, jídelna a tělocvična. Ředitel Stanislav Beneš
- ZŠ Na rovině – nachází se v těsné blízkosti skiareálu Peklák. Jedná se o soukromou alternativní základní školu s I. stupněm. Ředitelka pobočky: Slavomíra Petrová

### Zvláštní školy
- Zvláštní škola Náměstí 17. listopadu – umístěná v místní části Borek v bývalých sovětských kasárnách

### Střední školy
- Gymnázium (GYMNCT) – založené roku 1909, sídlí v historické budově v centru na Tyršově náměstí v centru města
- SOU a SOŠ technických oborů – situována v areálu Na Skalce, součástí školy jsou i dílny, internát a víceúčelový sál, který se využívá k pořádání kulturních akcí (např. plesů); vyučují se zde obory elektrotechnické (Mechatronika, Mechanik silnoproudých zařízení, Elektrikář – silnoproud, Elektrikář – slaboproud, Provozní elektrotechnika), strojírenské (Mechatronika, Strojírenství, Zámečník, Mechanik opravář, Obráběč kovů) a nábytkářské (Operátor dřevařské a nábytkářské výroby, Nábytkářství, Truhlář – výroba nábytku, Dřevařská a nábytkářská výroba)
- VOŠ a SOŠ Gustava Habrmana (VDA) – založená v roce 1945, později ke staré budově byla přistavěna novější část; na škole jsou tyto středoškolské obory: Elektrická trakce v dopravě, Telekomunikační technika, Zabezpečovací a informační technika, Železniční doprava, Informační systémy v dopravě a od roku 2005 i obor Informatika v ekonomice, který byl roku 2010 upraven na Informační technologie; dále škola funguje jako vyšší odborná škola a pro absolventy středních škol nabízí tyto obory: Logistika a management a Sociální práce, v současné době se transformují na bakalářské studium; škole bylo prezidentem republiky propůjčeno Vyznamenání Za vynikající práci (1985)
- 1. července 2011 vznikla sloučením VOŠ a SOŠ Gustava Habrmana a SOU a SOŠ technických oborů nová Vyšší odborná škola a Střední škola technická Česká Třebová

### Základní umělecké školy
- ZUŠ Česká Třebová

## Turistické zajímavosti
Mimo románské rotundy sv. Kateřiny (se Starým hřbitovem) stojí za zhlédnutí také centrum – Staré náměstí, které je dnes středem města. Na náměstí stojí renesanční Stará radnice z roku 1547, jež byla několikrát přestavována a opravována. Dnes slouží jako obřadní síň a pro reprezentační účely. Vedle Staré radnice stojí o několik let novější a větší radnice, tzv. Nová radnice. V ní sídlí městský úřad a městská policie. Vedle obou radnic dnes stojí hotel Bravo (dříve hotel Korado). Před radnicí stojí Mariánský sloup z roku 1706. Od roku 1950 na náměstí stál bronzový pomník „Sbratření“, od Karla Pokorného, na kterém se objímá český partyzán s rudoarmějcem. 25. května 1996 byl přemístěn do blízkosti nádraží. Na náměstí stojí také několik historických domů s podloubím. V roce 1995 bylo centrum města vyhlášeno městskou památkovou zónou (i s kostelem sv. Jakuba Většího a farou). V roce 1996 bylo náměstí kompletně zrekonstruováno a na místě pomníku „Sbratření“ byla postavena replika italské kašny. Za náměstím stojí velký empírový kostel sv. Jakuba Většího postavený v roce 1801 podle plánů lichtenštejnského architekta Josefa Hardtmutha (1758 – 1816) s půdorysem v podobě kříže. Kostel byl postaven na místě vyhořelého chrámu. Před kostelem stojí barokní sochy sv. Kateřiny (1712), sv. Barbory (1717) a sv. Jana Nepomuckého (1719). Naproti kostelu stojí nově zrekonstruovaná stavba místní fary. Kousek od Starého náměstí stojí modernější Nové náměstí, které bylo vybudováno na přelomu 60. a 70. let 20. století. Za zhlédnutí stojí Nový hřbitov z roku 1905 a Městské muzeum založené v roce 1887 Janem Tykačem, který byl jeho prvním ředitelem. V depozitáři je určitě nejvýznamnější expozice betlémů, model staré čtvrti Trávník, model rotundy sv. Kateřiny s okolím atd.
Nedaleko Nového náměstí se nalézá park Javorka, založený v roce 1885. Rozkládá se v úžlabině pod svahy Robova kopce, kde se dá dobře lyžovat. V jeho dolní části je malý rybníček, uprostřed kterého je nově restaurovaná socha vodníka. U rybníčka je dětské hřiště se „Selkou“ (jedná se o pohyblivé loutky několika známých postaviček). Dál v parku je několik moderních betonových soch, ale také historicky hodnotné, např. „Šárka“ od Quido Kociana, Husův pomník od V. Kvasničky, nebo pomník Masaryka (ty jsou ve městě tři). V Javorce jsou taktéž i dva hudební pavilony, jeden moderní a druhý postavený v roce 1904. V parku vyvěrá mohutný pramen výborné pitné vody „Javorka“. Park je velmi příjemné a okouzlující místo s několika výbornými zákoutími. Už několik let trvá úspěšná rekonstrukce parku. Ve městě je ještě jeden park, Perlácký park, ten je momentálně zavřený. 

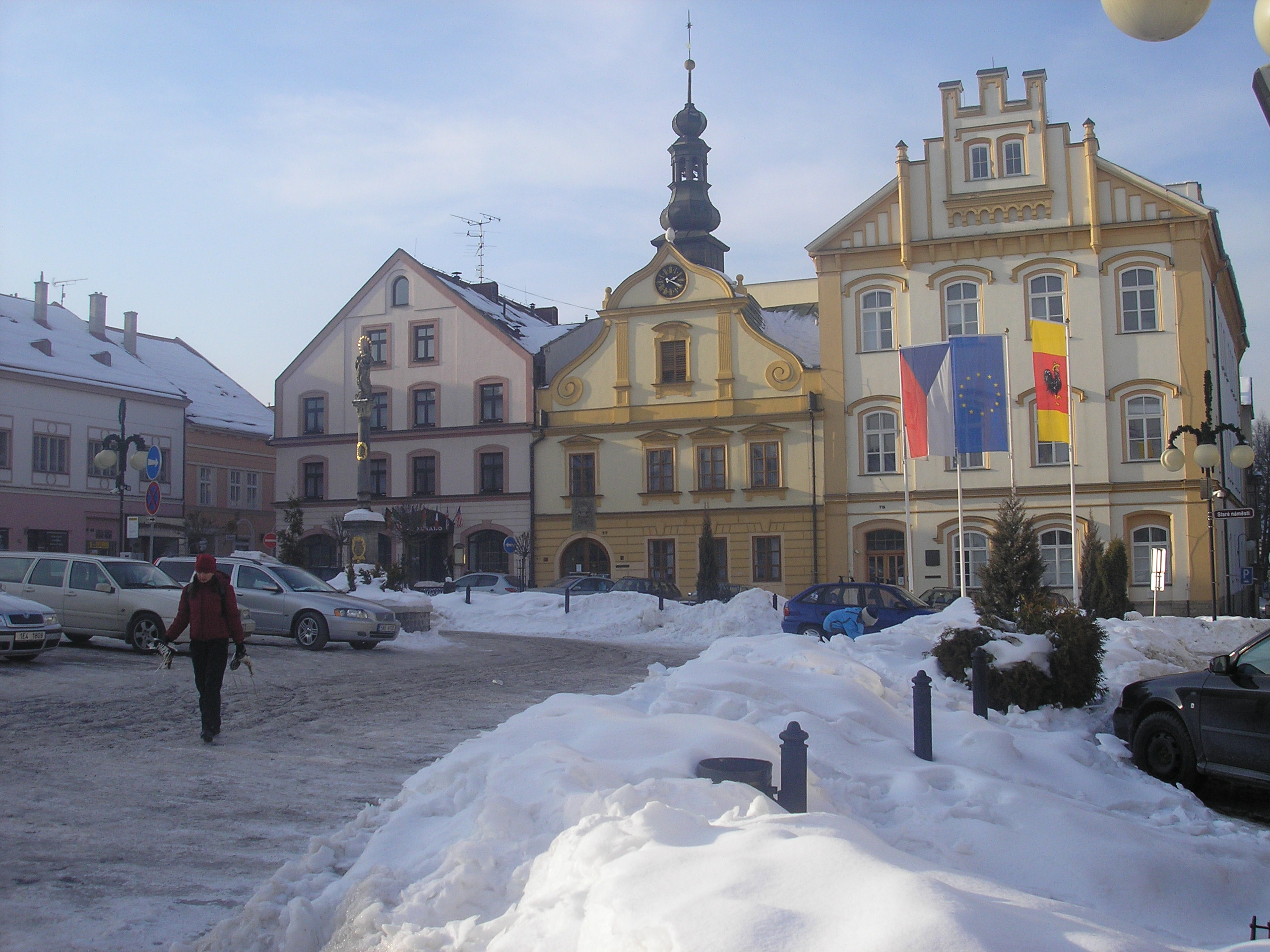
Stará a Nová radnice s Morovým sloupem na Starém náměstí

Z Javorky vede tzv. Liščí stopa, která vede na Kozlovský kopec (601 m n. m.), na kterém se nachází nově zrekonstruovaná Chata Maxe Švabinského, která byla postavena v roce 1933 a rozšířěná v roce 1936. Nachází se v ní restaurace a několik pokojů k ubytování. V roce 2001 byla na kopci postavena Rozhledna Maxe Švabinského s výškou 52 m. U kopce je malebná vesnička Kozlov, ve které stojí Chaloupka Maxe Švabinského. V ní Švabinský pobýval v letech 1895 – 1919.
Nad Třebovou na vysokém kopci stojí oblast, která se nazývá Hory. Je zde kaple Panny Marie Pomocné z roku 1834 s Křížovou cestou, pod ní vyvěrá léčivý pramen. Stály zde v předminulém století věhlasné lázně. Asi 20 metrů dál je restaurace s pamětní deskou, která připomíná, že zde pár týdnů v roce 1851 pobývala Božena Němcová i se svými dětmi. Pod Horami vede cesta zvaná Křivolík, kde se výborně jezdí na běžkách.
Třebovské stěny ležící východně od města jsou nejmladší přírodní rezervací v regionu. Táhne se v délce šestnácti kilometrů od obce Damníkov ke zřícenému hradu Lanšperk. V obci Rybník začíná naučná stezka Údolím Skuhrovského potoka, kde je patnáct zastávek s naučnými tabulemi. Stezka prochází malebným údolím a kolem vodní nádrže Srnov. Nad ní stojí výborná restaurace Srnov.

## Důležité objekty, prostranství a jiné části města

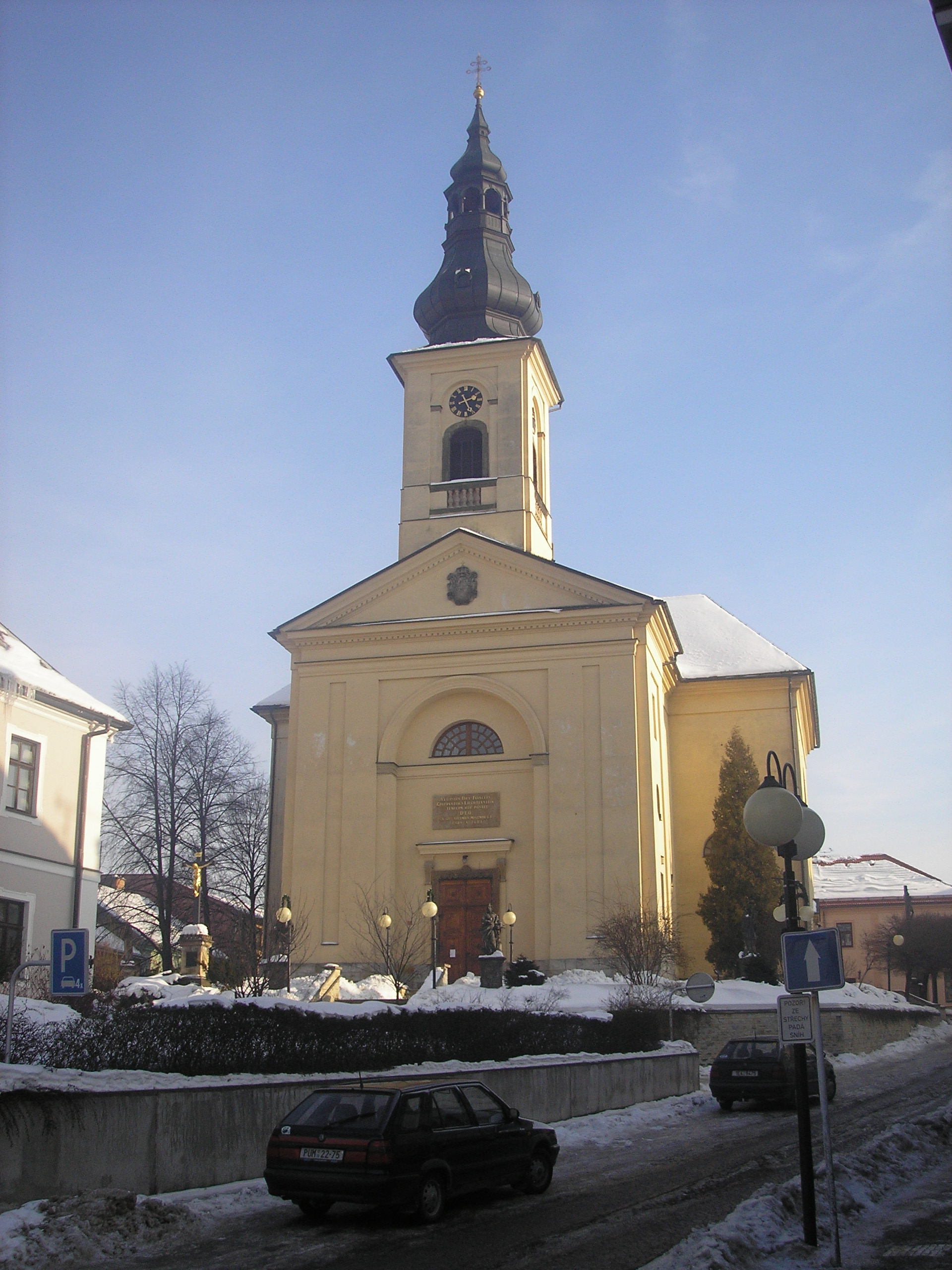
Kostel sv. Jakuba u Starého náměstí

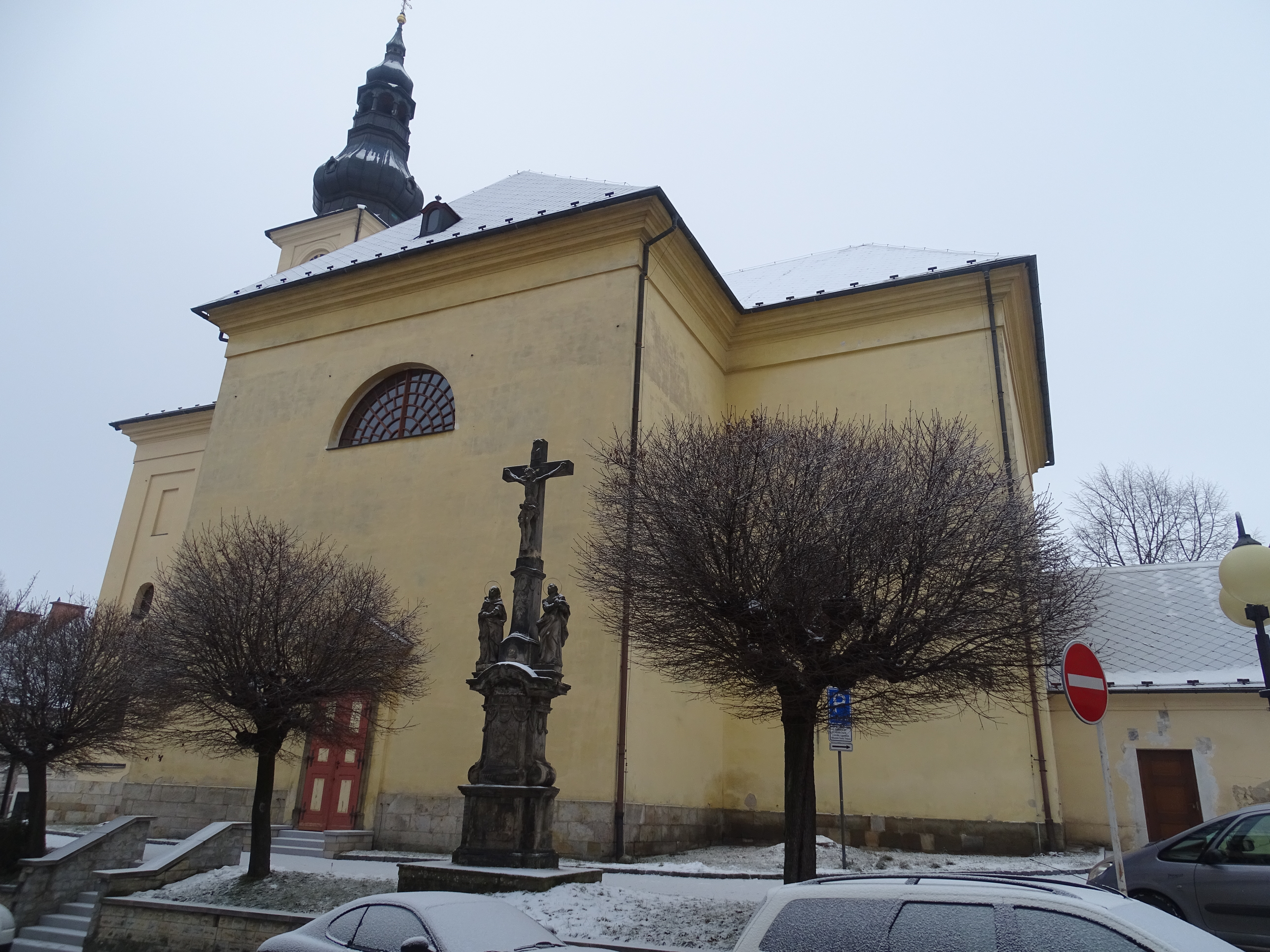
Kostel v České Třebové.

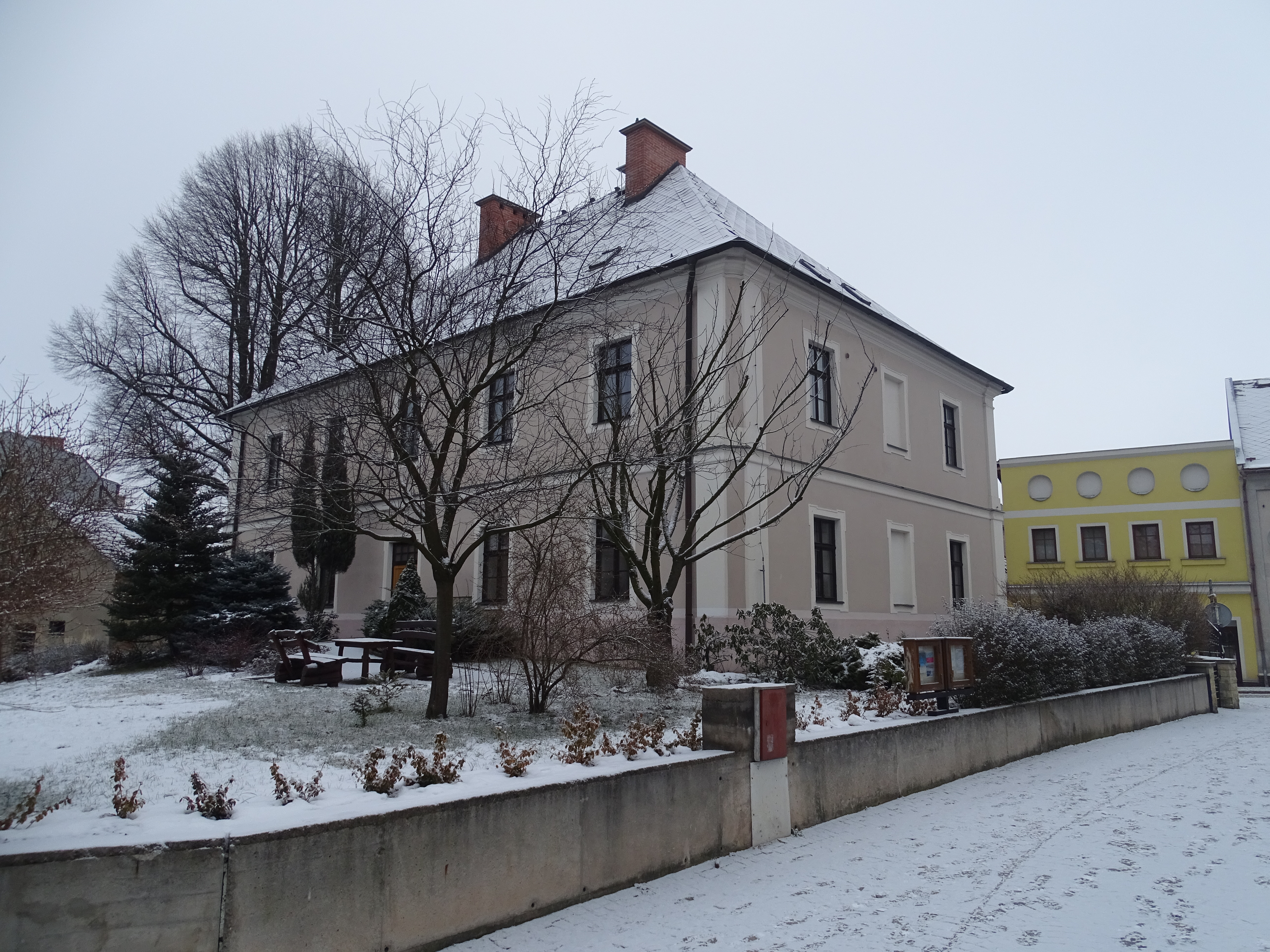
Budova Děkanství u kostela sv. Jakuba Většího.

| sever           | jih                           | západ        | východ      |
| --------------- | ----------------------------- | ------------ | ----------- |
| U Kostelíčka    | Bezručovo /Pernerovo/ náměstí | Nové náměstí | Křib        |
| Tyršovo náměstí | U ŽOSKY                       | Trávník      | Bezděkov    |
| Farářství       | Borek                         | park Javorka | U Hřbitova  |
| Benátky         | Depo                          | Jelenice     | Na Podhorce |
| Skalka          | Nákladové nádraží             | Vily         | Hliníky     |
| Parník          | —                             | Brázdov      | Srnov       |
| U Primony       | —                             | Robův kopec  | —           |
| Lhotka          | —                             | Serpentiny   | —           |
| —               | —                             | Hory         | —           |

## Kultura a zajímavosti
- Každý rok před závěrečným vysvědčením (kolem 20. 6.) se koná Týden sportu. Trvá pět všedních dnů a vždy ráno soutěží v různých disciplínách místní školy, odpoledne občané města a večer až do pozdních hodin je obvykle kulturní program na Starém náměstí. Poslední den (pátek) je zakončen velkolepým ohňostrojem.
- Od roku 1962[12] se v listopadu koná pod rotundou sv. Kateřiny Jabkancová pouť, při níž se pečou jabkance.
- Ve městě je Kulturní centrum s kinem Svět, s kavárnou Esperanto a výstavní síní (pravidelně zde probíhají různé výstavy, např. o životě Anne Frankové, nebo výstava českotřebovských betlémů).
- U Nového náměstí stojí Městská knihovna (první knihovna byla založená ve městě v roce 1863), která pořádá ve svých prostorách různé přednášky, výstavy atd.
- Při Kulturním centru pracuje také skupina amatérských výtvarníků Maxmilián, která zde pravidelně pořádá výstavy svých prací. Jejich posledním větším projektem bylo vytvoření výpravného městského kalendáře na rok 2006.
- Také krytý plavecký bazén (ve městě bylo také letní koupaliště – už několik let chátrá)
- Ve městě od roku 1991 vysílá regionální soukromá televize OIK TV
- V České Třebové už přes třicet let vychází měsíčník Českotřebovský zpravodaj (viz externí odkaz)
- Jednou ročně vychází Ročenka Českotřebovska
- Česká Třebová má také vlastní politickou stranu: Českotřebovští živnostníci a podnikatelé (podobných stran je však ve městě víc)
- V České Třebové také působí Komorní orchestr Jaroslava Kociana, byl založen v roce 1967 v nedalekém Ústí nad Orlicí. Přestože se jedná o amatérský orchestr, má vynikající úroveň srovnatelnou i s profesionálními hudebními tělesy. Jeho dlouholetým dirigentem je MgA. Bohuslav Mimra.
- Také zde působí Velký swingový orchestr, jehož koncerty jsou na vynikající profesionální úrovni a mezi příznivci hudby je velmi oblíben.
- Město v minulosti patřilo mezi hlavní ohniska trampingu. Od třicátých let v okolí fungovalo patnáct až dvacet osad, které se scházely každý týden na potlach.[13]
- Od roku 2000 ve městě existuje občanské sdružení TRIARIUS, které je divadelním souborem (množství cen z nejrůznějších divadelních festivalů v ČR i v zahraničí), ale také pořadatelem kulturních akcí, dnes především v klubu alternativní kultury Modrý trpaslík, které provozuje.
- Od roku 2004 se zde koná nesoutěžní přehlídka moderního tance – Podzimní doteky, na které se představují taneční soubory nejen z České Třebové.
- Od roku 2008 zde působila filmové studio Tribovia Pictures, které produkuje dokumentární filmy zabývající se historií a uchováváním paměti národa
- V roce 2012 byla v Klácelově ulici otevřena nová výstavní budova Městského muzea, které bylo založeno již v roce 1887.
- Česká Třebová se umístila jako 203. v hodnocení 206 větších českých a moravských měst. Využita byla klíčová kritéria, která popisují kvalitu života a úroveň bydlení například ve výzkumech Statista Research Departement.[13] Pozitivně je ceněn podíl lesů na katastru, negativně přírůstek a věk obyvatel a stagnující bytová výstavba.

## Sport

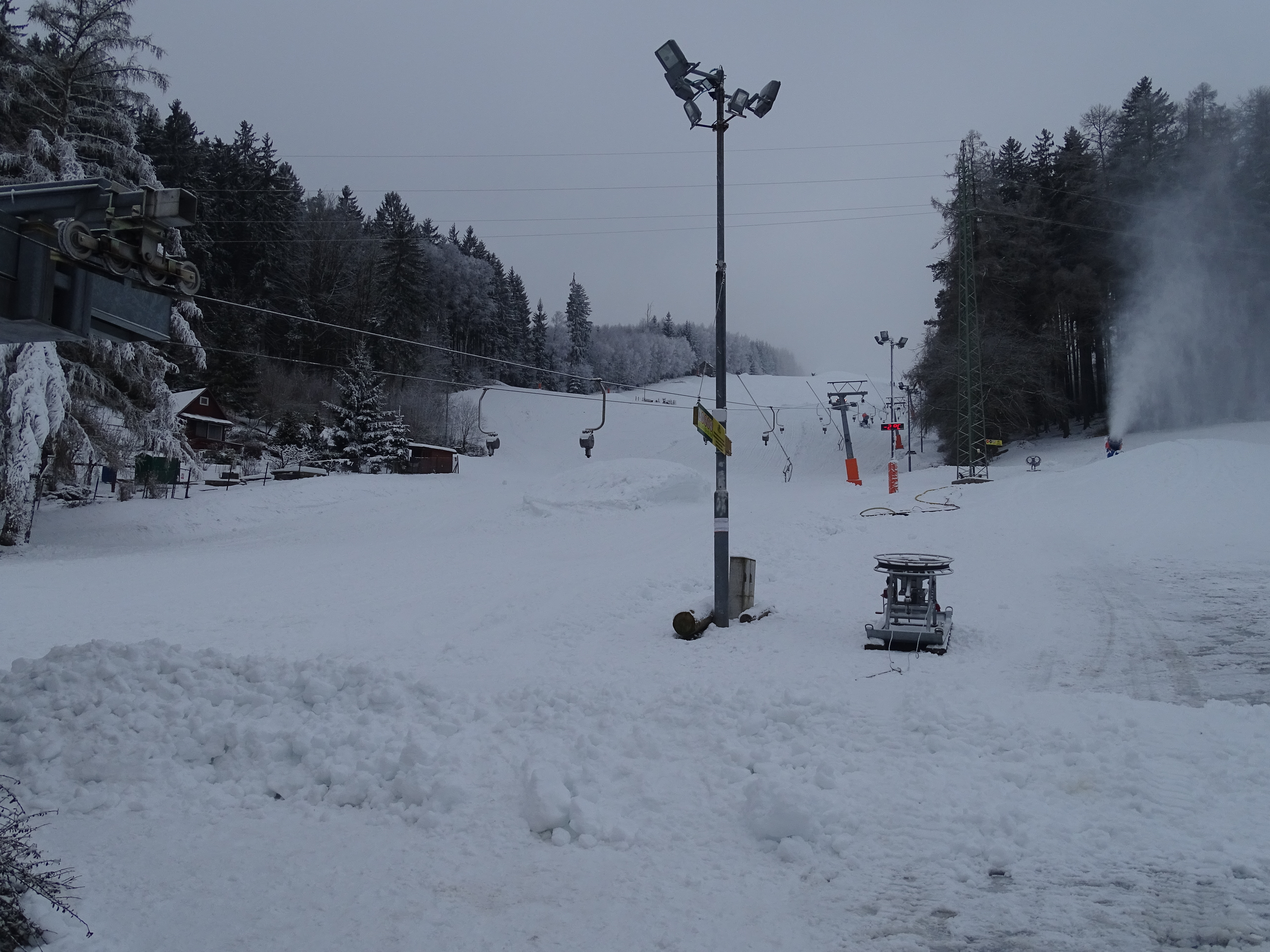
Areál Peklák Česká Třebová.

- Tanec - Sportovní taneční klub Česká Třebová z. s., pořádání sportovních, kulturních a společenských akcí[14], mimoškolní výchova a vzdělávání v oblasti tance[15].
- Lední hokej – HC Kohouti Česká Třebová, zimní stadion Na Skalce s kapacitou stadionu 976 míst.
- Fotbal – FK Česká Třebová, fotbalový stadion Na Jelenici s kapacitou 7000 míst.
- Basketbal –SKB Česká Třebová, hala Na Skalce.
- Judo – Judo Česká Třebová z. s., tělocvična Na Skále.
- Brazilské Jiu Jitsu – Brazilian Jiu Jitsu DSC Gym, Náměstí Jana Pernera
- Tenis – TK Česká Třebová, tenisové kurty.
- Běh – Klub orientačního sportu – CET Česká Třebová.
- Sokol Česká Třebová
- Areál Peklák Česká Třebová (lyžování, Bike park, terénní káry)
- V lednu 1949 byl předán k užívání skokanský můstek severně od restaurace Na Habeši. Konstrukce byla zhotovena z vyřazeného dopravního letadla Gigant německé armády. Na můstku byly dosahovány skoky s délkou 28–32 metrů.[16][17]
- Atletika – Atletický klub Iscarex Česká Třebová
- a další

## Osobnosti

### Ceny města Česká Třebová – Ceny Kohout
Ceny města Česká Třebová – Ceny Kohout každoročně udílí starosta města po schválení Rady města a Zastupitelstva města na doporučení kulturní a sportovní komise za výborné výsledky občanů a spolků města za předchozí rok. Název ceny je odvozen od vyobrazení kohouta s lidskou hlavou z městského znaku. První udílení cen z 27. května 1999 bylo neveřejné a odehrálo se na radnici města. V roce 2000 a od roku 2003 jsou ocenění předávána na slavnostním kulturním večeru ve velkém sále Kulturního centra Česká Třebová (kino Svět). V letech 2001 a 2002 se slavnostní akt konal ve velkém sále Národního domu. Cena má podobu keramického poháru se stylizovaným českotřebovským kohoutem ze Šíchovy keramické dílny. Pouze dva první ročníky probíhaly na základě ankety občanů (a s mimořádnými oceněními starosty města). Současně je od roku 2007 udílena Cena starosty města, ovšem nikoliv v podobě keramického poháru, ale keramického obrazu. Tato cena je plně v gesci starosty a není schvalována Radou a Zastupitelstvem. Viz seznam oceněných.

## Partnerská města
- Agrate Brianza, Itálie
- Horní Lhota, Česko
- Oława, Polsko
- Svit, Slovensko

## Fotogalerie

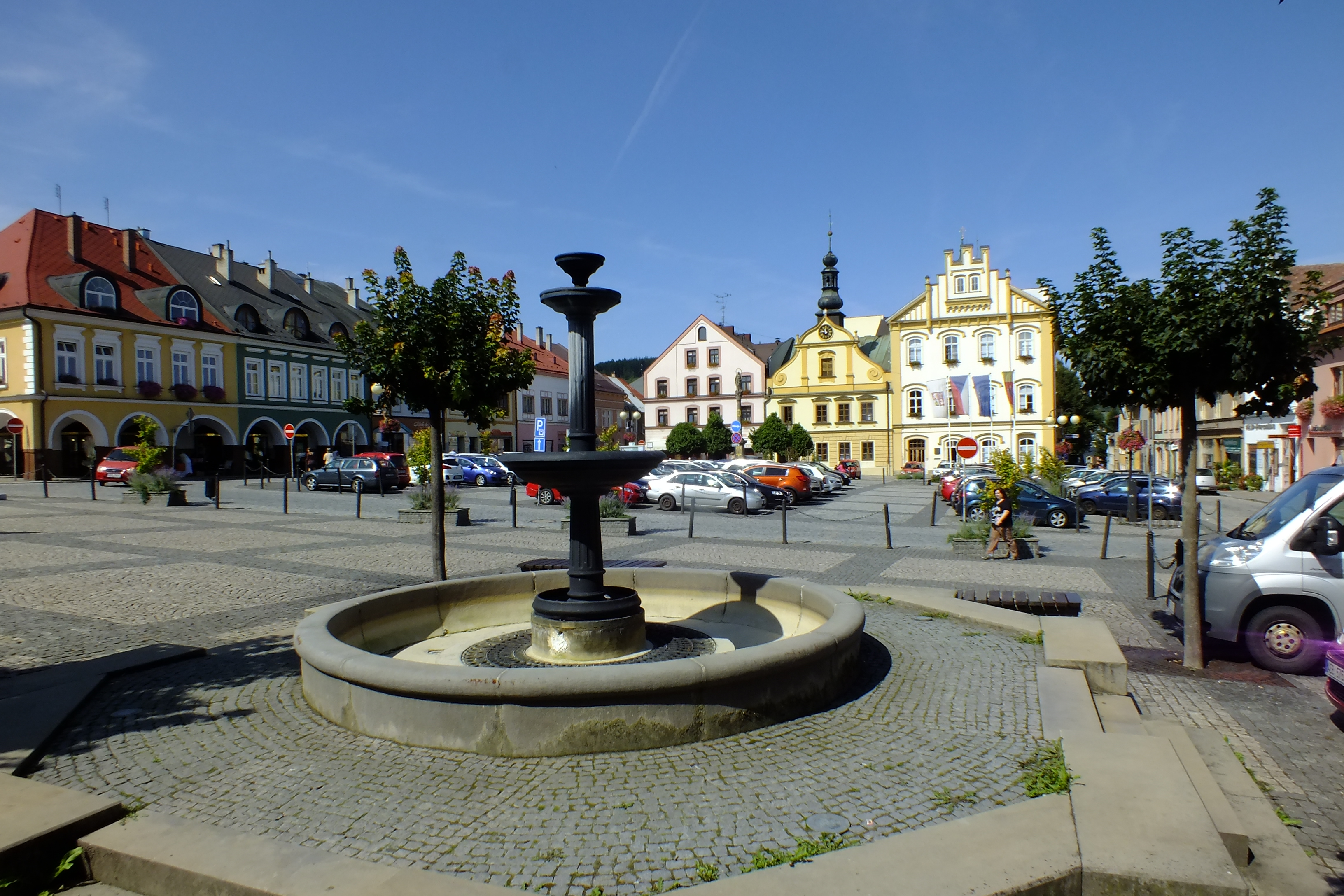
Náměstí
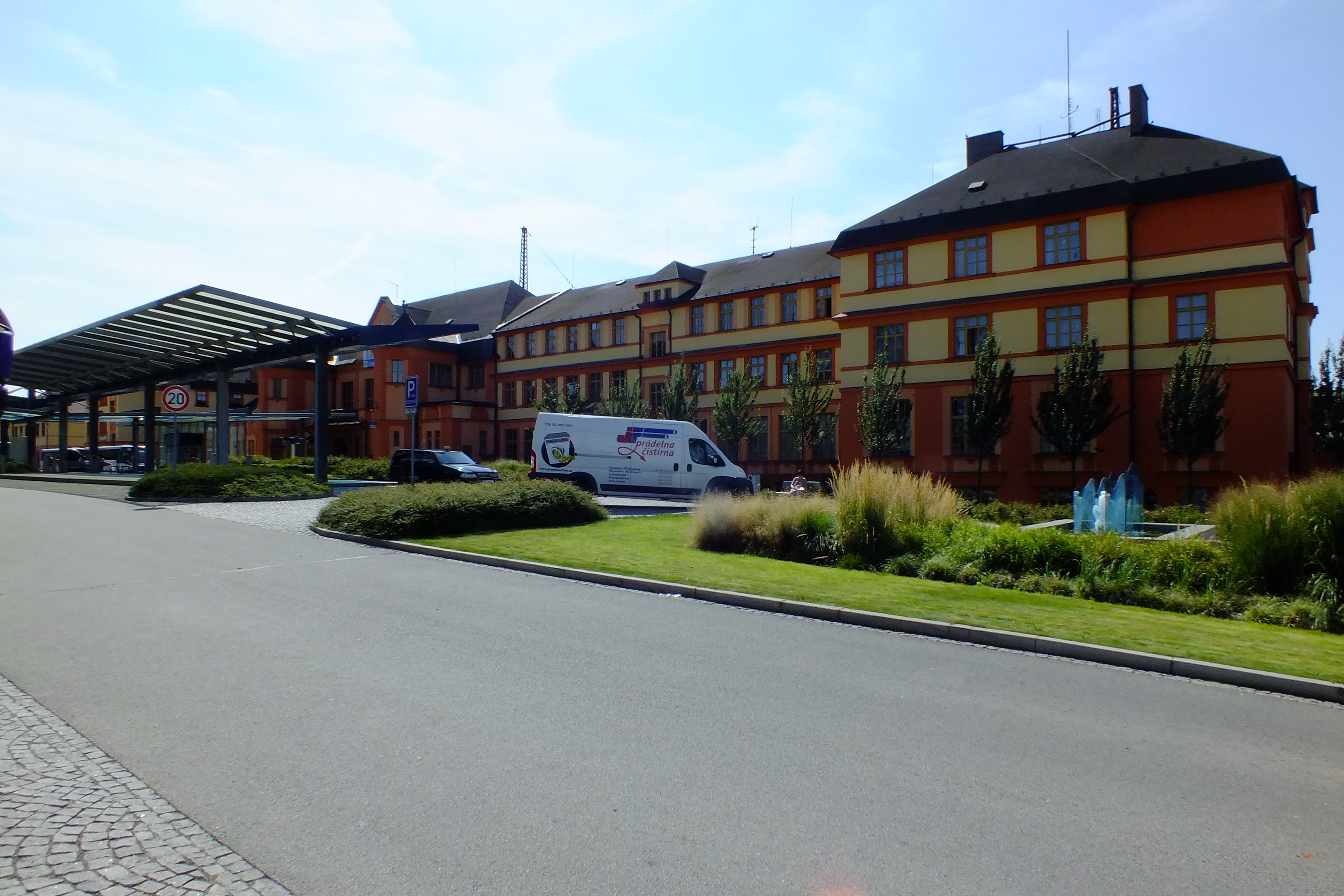
Vlakové nádraží z ulice v pozadí s terminálem
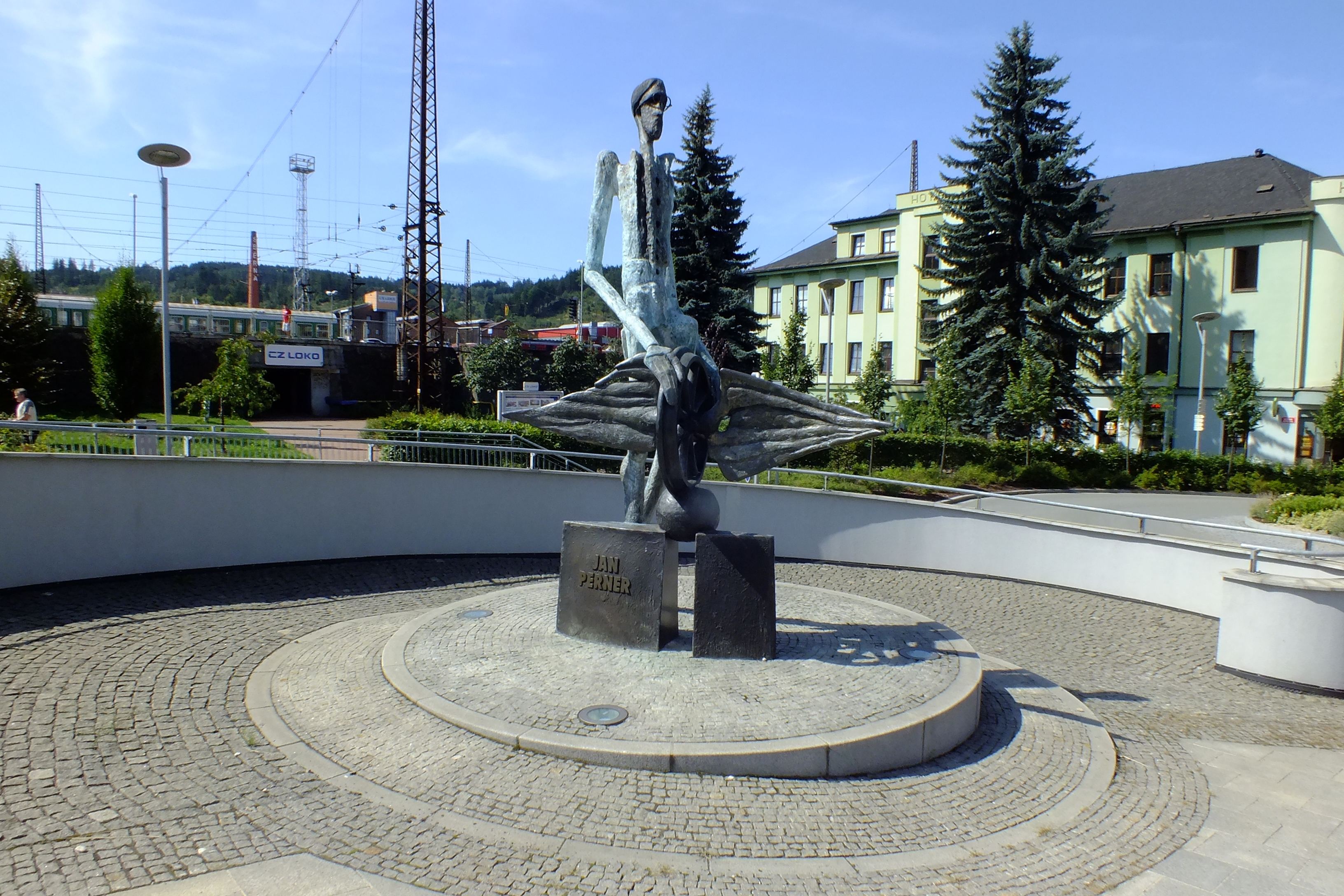
Socha Jana Pernera
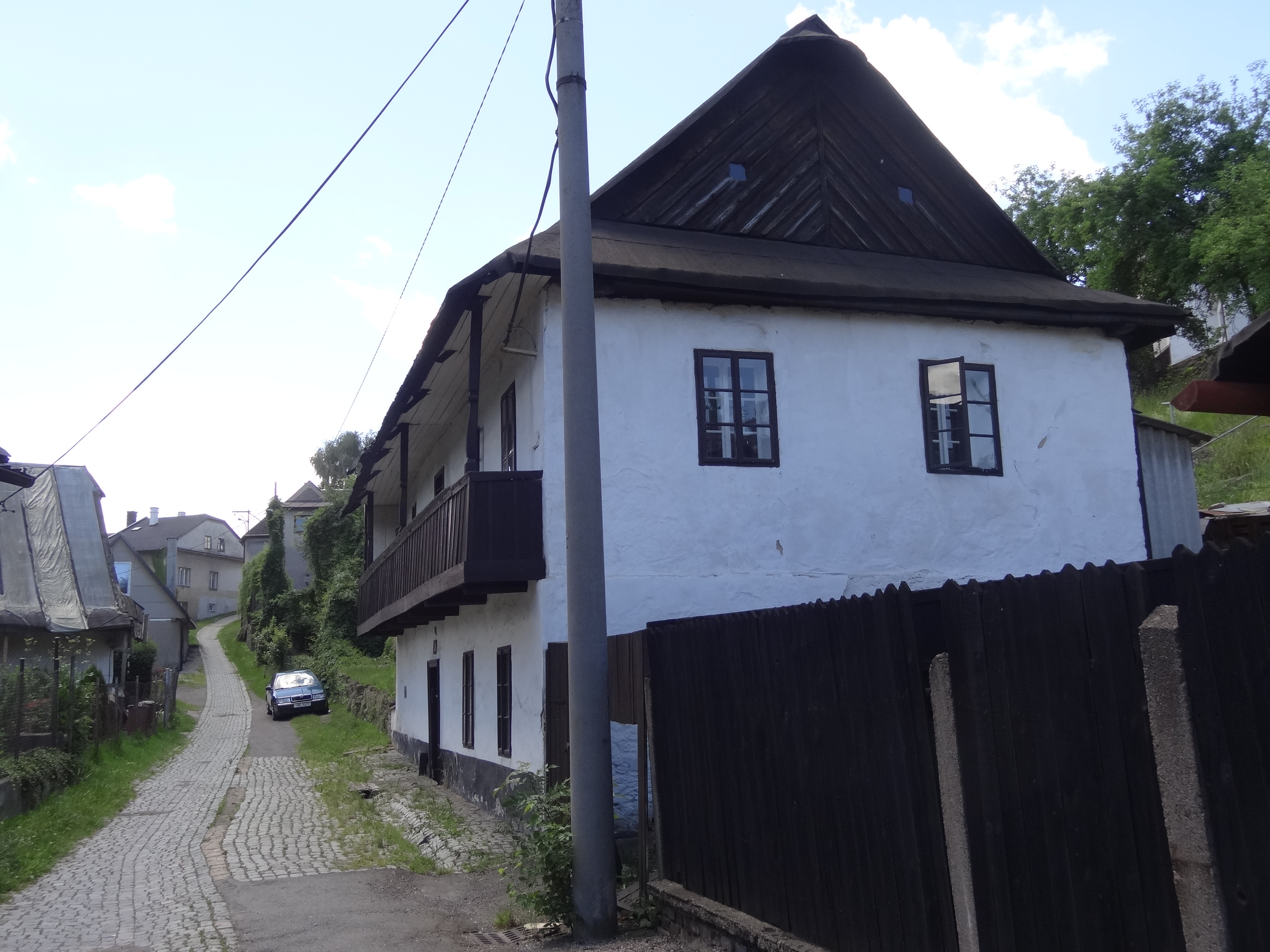
Ulička Kobylí důl, která se nachází nedaleko centra, s památkově chráněným domem čp. 472